# Paperdeer
A Paperdeer (régebben: Paper Deer) egy független, alternatív elektronikus zenei formáció, amely 2012-ben alakult Biró Norbert (producer), Kiss Benjámin (producer), valamint Stewart Emese (ének) kezdeti tagokkal Budapesten. A formáció eddig két nagylemezt és több kislemezt jelentetett meg, valamint más előadóknak készített remixeket. Fő műfajuk az electronica, zenéiket az élvezhető tánczene és a művészi elvontság határán, a trendekből merítve, de azokra nem támaszkodva írják. Zenészek mellett gyakran dolgoznak együtt egyéb művészeti ágak (például festészet, film, animáció, grafika és költészet) alkotóival is.

## Története
Kiss Benjámin és Biró Norbert általános iskolai barátok, 2010 óta készítenek zenéket. Kezdetben énekes híján instrumentális zenéket és bootlegeket készítettek TrashTunes néven, majd 2012-ben Stewart Emese csatlakozásával kezdtek el közösen zenéket írni.
Up To The Top című első közös zeneszámukat Emese még az együttes nevének megszületése előtt írta, melyhez 2013-ban egy videóklip is megjelent. Egy korábbi bootleghez készített instrumentális zenéjüket, a Spencer-t egy Pepsi Twist videókampányban is felhasználták.
2014 elején debütált belépő kislemezük, a Paperdeer EP, amelyen az Up To The Top mellett a szintén Emese által írt Next To Me, valamint a Spencer is helyet kapott. A kislemez eredetileg a BP Resonating underground magyar kiadónál jelent meg, az együttes azonban teljes függetlenségre vágyva később saját kiadásban újra publikálta azt. Az új kiadvány az eredeti zenék mellett azok rövidített “radio edit” verzióit, valamint a Spencer két új, vokálos változatát gyűjtötte egybe, amelyeken a Cloud 9+ akkori rappere, Skeeny Boy működött közre.
A trió 2015-re elkészült első nagylemeze a Fabled nevet kapta, melyen Emesén kívül már Szécsi Böbe és más, külföldi énekesek is feltűntek, Shoutout című számukhoz pedig Skeeny Boy korábbi rap betétjét használták fel újra. Az album névadó zenéje két verzióban is megjelent, a Fabled II-re keresztelt verzióhoz elkészült az együttes második videóklipje is, melyet Marosi László rendezett.
Ugyanebben az évben jelentették meg 13 zeneszámos remix gyűjteményüket The Remixes címmel, melyen az együttes eddigi munkáit más magyar és külföldi zenészek gondoltak újra. Az átdolgozók között olyan underground művészek, mint glxy, RobotDeck és Nome munkái mellett a Crystal Castles, Télépopmusik, és Sidewalks And Skeletons zenekarokkal is közreműködő Alex Zelenka, valamint a kanadai Some Minor Noise producerének, Wayne Doe-nak a neve is feltűnik. Az Up To The Top (Redford Remix) hallható volt Michelisz Norbert világbajnok autóversenyző videójában, a Fabled (glxy Remix) pedig több nagy Spotify playlist mellett a neves német dynmk Youtube csatornára is felkerült.
A Paperdeer életében közben változások jöttek, Stewart Emese kilépett a zenekarból, Biró Norbert pedig Dániába költözött, hogy sound design-t tanuljon és foley arttal foglalkozzon, miközben reklámokhoz és kisfilmekhez készített zenéket és hangeffekteket. Bár egy Airports nevű következő albumra még trióként készültek a remix album után, Emese távozása már kilátásban volt, és az Airports-ról semmilyen további hírt nem lehet találni. A Paperdeer innentől ismét produceri duóként folytatta tovább a zenélést, Koppenhága és Budapest között ingázva.
A remix album után a Paperdeer számos remixet készített különböző előadóknak. 2016-ban a Belau zenekar felkérte a duót, hogy készítsenek nekik egy remixet Fonogram-díjas Island Of Promise számukból, majd 2017-ben a szintén díjat nyert Odyssey albumuk Wicked című zenéjéhez is. Ezután Benjámin billentyűsként járt turnézni a Belauval, miközben a következő albumukhoz gyűjtöttek ötleteket Norberttel.
2020 Novemberében jelent meg következő számuk, a Gazsiafter, mely már a 2021-es albumuk előfutáraként lett beharangozva. A zene, valamint a hozzá készült animációs videó erősen inspirálódott a szürrealista művészetekből. Az animációt Radnics Annamária (animátor) és az akkor Párizsban élő Saba Anwar (grafikus művész) készítették Malevich, Kandinsky és Picasso stílusaiból merítve.
Ezt követte Fortress című daluk megjelenése 2021 Februárjában, mely ismét Szécsi Böbe (BÖBE) közreműködésével készült. A dalhoz készült különleges vetítési módszerrel létrehozott zenei videót a 2021-es album dalszövegeinek írója, Szabó Márton István rendezte. A zeneszám a Gazsiafter után egy sokkal borongósabb hangulatot hoz, témája a tömeggel együtt sodródásból fakadó tehetetlenséggel járó szorongás.

## Tagok
- Biró Norbert – producer, gitár (2010-)
- Kiss Benjámin – producer, szintetizátor (2010-)
- Stewart Emese – (2012-2015)

## Diszkográfia[16]

### Nagylemezek
- Fabled (2015)
- The Remixes (2015)

### Kislemezek
- Paperdeer EP (2014)
- Paperdeer EP (Rerelease) (2016)
- Gazsiafter (2020)
- Fortress (2021)

### Saját singlek
- Spencer (feat. Skeeny Boy) (2014)
- Up To The Top (Redford Remix) (2015)

### Remixek
- The Local Natives – Ceilings (Paperdeer Remix) (2014)
- Belau – Island Of Promise (Paperdeer Remix) (2016)
- Belau – Wicked (Paperdeer Remix) (2017)
- Elsie – Balance (Paperdeer Remix) (2017)
- Elsie – Balance (Paperdeer Remix) [Extended] (2017)
- Muzikfabrik – Change My Mind (Paperdeer Disco Remix) (2017)
- Muzikfabrik – Change My Mind (Paperdeer Alternative Remix) (2017)
- Herself – Semmisem (Paperdeer Remix) (2020)